# Nymula soronus
Nymula soronus är en fjärilsart som beskrevs av Jean Baptiste Godart 1824. Nymula soronus ingår i släktet Nymula och familjen Riodinidae. Inga underarter finns listade i Catalogue of Life.